# Antoine de Montchrestien
Antoine de Montchrestien (nebo Montchrétien) (1575 – 7. října 1621) byl francouzský voják, dobrodruh, dramatik a ekonom.

## Život
Montchrestien se narodil ve Falaise v Normandii. Byl synem lékárníka jménem Mauchrestien. Už v mladém věku se stal sirotkem. Osvojil si ho a nabídl mu ochranu Françoise Thésarta, baron de Tournebu a des Essarts. Stal se tak komorníkem Thésartových dětí (což mu umožnilo účastnit se s nimi na studiích). V roce 1618 se oženil s Thésartovou dcerou Suzanne. Později se stal oblíbencem knížete Henri II de Bourbon-Condé.
Montchrestien zpočátku aspiroval na literární kariéru (vzorem a inspirací mu byl François de Malherbe). V roce 1595 vydal svou první tragédii: Sophonisbe nebo La Carthaginoise. V roce 1601 vydal dalších pět tragédií: L'Ecossaise (pro Mary Stuart), Les láce, David ou l'Adultery, Aman a La Bergerie. V roce 1604 vydal další tragédii Hector (která pravděpodobně nikdy nebyla inscenovaná).
Montchrestien se zapojil do několika soubojů (duelů), které byly ve Francii nezákonné od roku 1602. V roce 1603 zůstal po jednom z nich téměř mrtvý; v letech 1604 nebo 1605 zabil svého protivníka syna Sieur de Grich-Moinnesa a byl nucen dočasně uprchnout do Anglie, aby předešel královskému stíhání. Později mu byl povolen návrat do Francie, pravděpodobně kvůli vlivu na Jakuba I., kterému věnoval svou tragédii L'Ecossaise. Usadil se v Auxonne-sur-Loire, kde založil slévárnu oceli.
V roce 1620 se Montchrestien připojil k povstání Huguenotov. Není známo, zda byl protestantem už od mládí, nebo zda se v té době připojil k reformaci, ale bojuje s odhodláním. Získává hodnost kapitána a vede jednotky v boji s nadšením a odvahou, ale bez úspěchu. Bojuje i proti svému bývalému ochránci knížeti de Condé. Jelikož se Montchrestien nemohl zmocnit města Sancerre, vrátil se do Normandie, aby se pokusil probrat jednotky, ale v noci ze 7. na 8. října 1621 byl objeven v hostinci v Les Tourailles nedaleko Falaise a zabit katolickými vojáky vedenými Claudem Turgotem, předchůdcem známého ekonoma stejného jména. Montchrestienovo tělo bylo položené na kolo a zanícené za tzv. „lèse-majesté“, což je francouzský termín pro trestný čin proti důstojnosti státu.

## Práce

### Ekonomie
Jako ekonom je představitelem merkantilistické školy. Ve své analýze z roku 1615 Traicté de l'économie politique, které vypracoval na základě díl Jeana Bodina. V ní jsou ekonomika a politika rovnocenné a obchod je preferovaným prostředkem k zajištění moci státu a stability sociálního orgánu. V historii ekonomického myšlení jde o první použití termínu „politická ekonomie“, které se zároveň považuje za rozpravu. Zpochybnil postoj Aristotela k nezávislosti politiky od jiného společenského života, včetně hospodářských aktivit. Rozvinul také některé hlavní prvky následného merkantilistickém myšlení, jako je například hodnota produktivního využívání pracovní síly a získání majetku při podpoře politické stability. Tímto dílem vytvořil základ pro další aspekty myšlení ekonomů 18. století. Od tohoto času byl Montchrestien oblíbený a zastával několikáté oficiálně pozice (včetně guvernéra Châtillon-sur-Loire v roce 1617), které byly finančně výhodné, přijal titul barona a oženil se.

### Drama
Spolu s Robertem Garnierem a Alexandrem Hardym je Montchrestien jedním ze zakladatelů francouzského dramatu 17. století.
Montchrestienove tragédie jsou „běžné“; mají pět dějství, jsou veršované a používají refrén; k bitvám a šokujícím událostem dochází mimo jeviště a hlásí jejich poslové. Jeho styl upozorňuje na detail (rozsáhlé propracoval své verše) a vyhýbal se spletité syntaxi (na rozdíl od Alexandra Hardyho). Miloval žalozpěvy, používání stichomytie a gnomických nebo sententných linií (často uváděných v jeho publikovaných hrách pomocí okrajových uvozovek).
Montchrestienove hry byly často kritizovány za to, že jsou příliš blízko k renesanční tragédii z důvodu jejich nedostatečného dramatického ztvárnění a soustředění se na patos a žalozpěv, a také z důvodu jejich dramatických nesrovnalostí. Pro příklad: v L'Ecossaise Elizabeth nejprve odpustí Marii, královny Skotů, a neuvádí žádné vysvětlení změny, která vede k jejímu popravě. Ve hře Hektor se v prvních dvou dějstvích snažili Andromachi, Priam a Hecuba přesvědčit Hektora, aby se vyhnul bojem; ve třetím dějství se Hektor spěchá do bitvy bez slova, aby pomohl svým prohrávající jednotkám; ve čtvrtém dějství obyvatelé Tróje věří, že Hektor vyhrál bitvu; v posledním dějství Hektor umírá a hra končí lamentaci.
Navzdory své nedostatečné akčnosti existuje v jeho hrách polemika o řešeních („Je lepší hledat slávu nebo zůstat opatrní? Pokud je prozíravost zesměšňována, má to vliv na pověst člověka? Je povinnost vůči rodičům a králi nadřazená osobní cti? Vidí se ctnost pouze prostřednictvím akčnosti?“), která předurčuje dramatické debaty a kult hrdinství.

## Publikace
- Montchrestien, Antoine de, 1615. Traicté de l'oeconomie politique. F. Billacois, ed., 1999, critical-edition. náhled.